# Irène K:son Ullberg
Harriet Irène Elisabeth Karlsson Ullberg, född 12 juni 1930 i Strängnäs, död 24 december 2022, var en svensk målare, tecknare och grafiker.

## Stil
K:son Ullberg hämtade inspiration från fauvism, impressionism, realism, och expressionism. Hon målar i olja eller akvarell, och utför även grafik. En återkommande egenskap i K:son Ullbergs konst är hennes användning av intensiva och livfulla färger. K:son Ullberg har utvecklat ett koncept av konst som hon kallar Realism och Poesi.

## Utställningar
K:son Ullberg har haft utställningar på flera platser i Sverige och i Frankrike, bland annat:
- Galerie Larock-Granoff i Paris[12]

- Galerie André Weil, Avenue Matignon, i Paris[13]
- Hon medverkade några gånger i samlingsutställningar på Nationalmuseums utställning Unga tecknare, Göteborgs konstförenings Decemberutställning på Göteborgs konsthall 1956, sommarutställningar på Mässhallen i Göteborg, Stockholmssalongerna på Liljevalchs konsthall, Sörmlandssalongerna i Katrineholm, Lunds konsthall samt Grand Palais[14] i Paris och Centre Culturel Suédois i Paris.

## Representerad
K:son Ullberg är representerad vid Moderna museet och Göteborgs konstmuseum, Hälsinglands museum, Statens konstråd, 
samt i flera kommuner och landsting.

## Priser och utmärkelser
- 1957: 2:a plats i Konstfrämjandets litografipristävling.[4]